# Pałac w Iłówcu
Pałac w Iłówcu – zabytkowy pałac we wsi Iłówiec (województwo wielkopolskie).
Pałac wybudowany w stylu eklektycznymm, nawiązującym do włoskiego renesansu, na fundamentach starego dworu z XVIII w. Zleceniodawcą budowy był  Rolf Lehmann a beneficjentem jego syn Eugen. Centralnie na ścianie frontowej znajduje się ryzalit z bogatą sztukaterią, zwieńczony dwoma siedzącymi kobietami, trzymającymi w rękach symbole postępu w rolnictwie: lokomobilię i pług. Rozdziela je kartusz z tarczą, która zamiast herbu zawiera wieniec z inicjałami R.L oraz rok 1866. Nad tarczą w klejnocie snopki zboża.
Obiekt z XVIII w., przebudowany w 1866 jest częścią zespołu pałacowo-folwarcznego, w skład którego wchodzą jeszcze: 
- park z XIX w.
- folwark[4]
  - stajnia koni wyjazdowych z 1911
  - kurnik z 1935
  - spichrz z 1890
  - spichrz z wieżą z 1900
  - czworak nr 19 z 1899
  - czworak nr 20 z 1910[1].

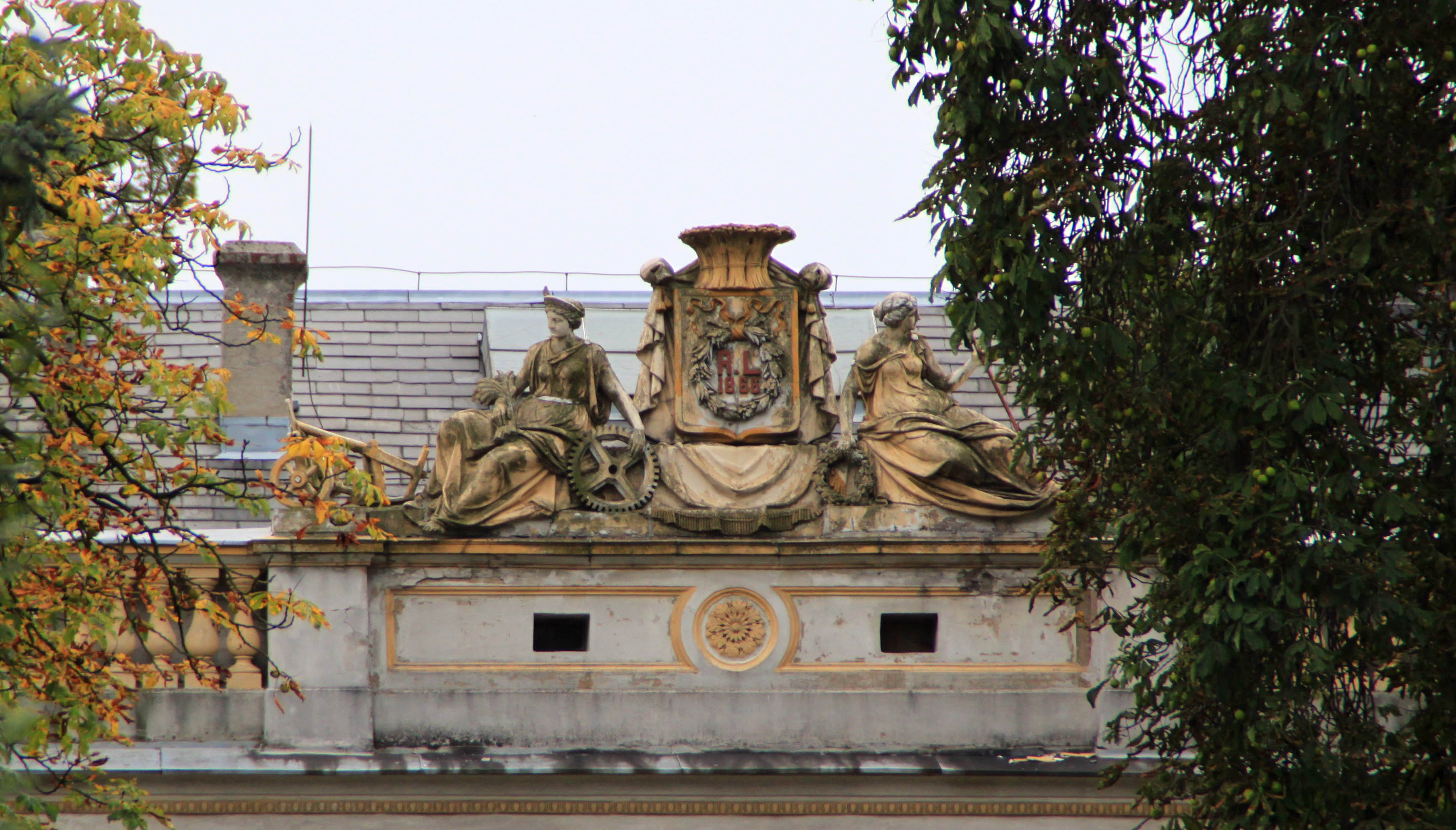
Tarcza z inicjałami R.L i rokiem 1866